# Diocesi di Novo Mesto
La diocesi di Novo Mesto (in latino Dioecesis Novae Urbis) è una sede della Chiesa cattolica in Slovenia suffraganea dell'arcidiocesi di Lubiana. Nel 2023 contava 133.814 battezzati su 163.826 abitanti. È retta dal vescovo Andrej Saje.

## Territorio
La diocesi comprende la parte sud-orientale della Slovenia. 
Sede vescovile è la città di Novo mesto, dove si trova la cattedrale di San Nicola.
Il territorio è suddiviso in 71 parrocchie, raggruppate in 6 decanati.

## Storia
La diocesi è stata eretta il 7 aprile 2006 con la bolla Commodioribus condicionibus di papa Benedetto XVI, ricavandone il territorio dall'arcidiocesi di Lubiana.

## Cronotassi dei vescovi
Si omettono i periodi di sede vacante non superiori ai 2 anni o non storicamente accertati.
- Andrej Glavan (7 aprile 2006 - 30 giugno 2021 ritirato)
- Andrej Saje, dal 30 giugno 2021

## Statistiche
La diocesi nel 2023 su una popolazione di 163.826 persone contava 133.814 battezzati, corrispondenti all'81,7% del totale.
| anno | popolazione | popolazione | popolazione | presbiteri | presbiteri | presbiteri | presbiteri                | diaconi | religiosi | religiosi | parrocchie |
| anno | battezzati  | totale      | %           | numero     | secolari   | regolari   | battezzati per presbitero | diaconi | uomini    | donne     | parrocchie |
| ---- | ----------- | ----------- | ----------- | ---------- | ---------- | ---------- | ------------------------- | ------- | --------- | --------- | ---------- |
| 2006 | 137.424     | 159.595     | 86,1        | 104        | 86         | 18         | 1.321                     | 1       | 28        | 32        | 71         |
| 2012 | 140.700     | 163.400     | 86,1        | 90         | 76         | 14         | 1.563                     | 1       | 22        | 42        | 71         |
| 2013 | 137.424     | 159.595     | 86,1        | 91         | 77         | 14         | 1.510                     | 1       | 20        | 40        | 71         |
| 2016 | 132.039     | 160.569     | 82,3        | 87         | 74         | 13         | 1.517                     | 1       | 15        | 47        | 71         |
| 2019 | 134.780     | 161.437     | 83,5        | 88         | 74         | 14         | 1.531                     | 1       | 15        | 41        | 71         |
| 2021 | 139.144     | 162.604     | 85,6        | 86         | 73         | 13         | 1.617                     | 1       | 16        | 43        | 71         |
| 2023 | 133.814     | 163.826     | 81,7        | 88         | 74         | 14         | 1.520                     | 3       | 17        | 44        | 71         |